# Journal of Functional Analysis
Das Journal of Functional Analysis ist eine englischsprachige Mathematikzeitschrift, welche primär wissenschaftliche Arbeiten auf dem Gebiet der Funktionalanalysis publiziert. Es werden aber auch Publikationen aus verwandten Gebieten veröffentlicht, wenn diese einen wesentlichen Bezug zur modernen Funktionalanalysis besitzen. Des Weiteren gab es in der Vergangenheit auch vereinzelt Publikationen auf Französisch.
Die Zeitschrift wurde von Paul Malliavin, Ralph Phillips und Irving Segal gegründet und erschien 1967 das erste Mal. Laut Haïm Brezis und Daniel W. Stroock ist es im Wesentlichen ein Verdienst von Paul Malliavin, dass die Zeitschrift auch heute noch existiert.
Die derzeitigen Chefredakteure (Stand 2024) sind Guido De Philippis, Cedric Villani, Benjamin Schlein und Stefaan Vaes. Der derzeitige Herausgeber ist Elsevier. Das Journal besitzt einen CiteScore von 2.9 und einen Impact Factor von 1.7.